# Siège de Thessalonique (1422-1430)
Pour les articles homonymes, voir Siège de Thessalonique.
Guerre entre l'empire byzantin et les Ottomans
Batailles
- Bapheus
- Campagne catalane
- Bursa
- Pélékanon
- Nicée
- Nicomédie
- 1re Gallipoli
- 2e Gallipoli
- Philadelphie
- 1re Constantinople
- 2e Constantinople
- 3e Constantinople
- 4e Constantinople
- Thessalonique
- Bosphore
- 5e Constantinople

Le siège de Thessalonique entre 1422 et 1430 se termine par la victoire de l'Empire ottoman du sultan Mourad II qui prend possession de la cité byzantine. Initialement, le sultan voulait prendre la ville pour punir la dynastie des Paléologue régnant sur l'empire Byzantin après que celle-ci eut tenté d'inciter à une rébellion dans les rangs ottomans. En 1423, épuisé par le siège et par les offensives des tribus turques sur sa frontière orientale, l'Empire byzantin cède la cité en ruine à la république de Venise, qui assume le « fardeau » de la défense de la ville.

## Le contexte
Tout au long du XIVe siècle, l'Empire ottoman émerge comme une puissance incontournable au Proche-Orient. Il domine rapidement l'ensemble de l'Anatolie et s'empare de Gallipoli en 1354, ce qui leur ouvre la voie des Balkans. Les puissances chrétiennes de la région, en particulier l'Empire byzantin, sont divisées et trop faibles pour résister. En 1369, Andrinople est prise, puis Thessalonique en 1387, après quatre ans de siège, de même que la cité de Christopolis et de Chrysopolis.
Dans un premier temps, ces cités parviennent à maintenir une certaine autonomie, en échange du paiement d'un tribut, le Haraç. Après la mort de l'empereur Jean V Paléologue en 1391, Manuel, gouverneur de Thessalonique, s'enfuit et se rend à Constantinople pour être couronné empereur, sans recevoir l'accord du sultan Bayezid Ier. Celui-ci réagit et envahit les derniers territoires byzantins, avant de détruire Chrysopolis et de recevoir de nouveau la soumission de Thessalonique, peut-être après une brève résistance. En dépit de cet expansionnisme turc, la population chrétienne de la ville préserve ses propriétés et ses institutions.
Thessalonique reste turque jusqu'en 1403 et la signature du traité de Gallipoli entre Manuel II et Suleyman Bey. Celui-ci est l'un des fils de Bayezid, qui vient d'être vaincu par Tamerlan à la bataille d'Ankara. L'Empire ottoman est alors divisé entre Suleyman et ses frères qui se disputent la succession. Suleyman, qui domine la partie européenne de l'Empire, accepte d'importantes concessions, dont la cession de Thessalonique et de sa région, en échange du soutien de Manuel II. 
Néanmoins, la restauration byzantine est fragile. Les relations entre Thessalonique et Constantinople sont tendues car l'aristocratie thessalonicienne est jalouse de ses privilèges et de son autonomie. C'est là un trait commun à de nombreuses régions des derniers temps de l'Empire byzantin, fragilisé par la tendance à la sécession de ses dernières provinces. A Thessalonique, ce mouvement remonte à la révolte des Zélotes, au milieu du XIVe siècle et s'est poursuivi à l'époque du gouvernorat de Manuel, de 1382 à 1387. Après 1403, c'est Jean VII Paléologue, le neveu de Manuel II, qui gouverne la région de Thessalonique. Quand il meurt en 1407, c'est le despote Andronic Paléologue, troisième fils de Manuel, qui prend la suite, supervisé par Démétrios Léontarès jusqu'en 1415. Au cours de ces années, la paix règne dans la ville car les Turcs sont encore embourbés dans une longue guerre civile. Néanmoins, deux prétendants turcs, Musa Çelebi en 1412 et Mustafa Çelebi en 1416, tentent de s'y attaquer. Une fois les troubles terminés au sein de l'Empire ottoman, la pression croît peu à peu sur Thessalonique, divisée sur la posture à adopter. Certaines factions sont prêtes à résister, y compris avec l'aide des Latins (les chrétiens catholiques d'Europe de l'Ouest), tandis que d'autres sont d'avis d'accepter la domination ottomane.
Première attaque ottomane et cession de la ville à Venise: Mehmed Ier, qui est sorti victorieux de la guerre civile, maintient de bonnes relations avec les Byzantins, qui l'ont soutenu. Néanmoins, quand il meurt en 1421, il laisse la place à Mourad II, qui s'est imposé dans la succession face à Mustafa Çelebi. Or, ce dernier a reçu le soutien de Jean VIII Paléologue, l'héritier du dirigeant de facto de l'Empire byzantin, alors que Manuel II décline de plus en plus. Mourad II dirige donc immédiatement son attention contre l'Empire byzantin, qu'il perçoit comme un fauteur de troubles potentiel. Entre le 10 juin et le 6 septembre 1422, il met le siège devant Constantinople, sans réussite. Dans le même temps, Bourak Bey, le fils d'Evrenos (en), assiège Thessalonique et ravage ses alentours.
Selon l'évêque de la ville, Syméon, lui et le despote Andronic envoient de multiples appels à l'aide à Constantinople mais les autorités impériales n'ont pas les moyens de faire quoi que ce soit. Seul un officier aurait été envoyé dans la ville, sans homme ou ressource supplémentaire. Il essaie de mettre en place un financement par les habitants de la ville pour assurer la défense de la cité mais l'opposition est trop forte, particulièrement de la part de l'aristocratie. Pour autant, l'ensemble des habitants est globalement hostile à cette idée, notamment quand ils apprennent que les Ottomans ont proposé un règlement pacifique en échange du départ d'Andronic.
Rapidement, une autre solution émerge. Des aristocrates cherchent l'assistance de la République de Venise, sans même consulter Constantinople. Au cours du printemps 1423, ils passent par l'intermédiaire de la colonie vénitienne du Nègrepont et Venise est stupéfaite des conditions proposées, peu contraignantes. Les seules requêtes d'Andronic sont de préserver les biens et les privilèges des habitants de la cité, leur droit au commerce et à la circulation, le statut de l'église orthodoxe et de promettre de tout mettre en œuvre pour défendre la ville contre les Ottomans. Selon le Pseudo-Sphrantzès, un faussaire du XVIe siècle, Andronic aurait vendu Thessalonique pour 50 000 ducats mais cette idée est aujourd'hui rejetée.
Quand l'offre arrive à Venise, Francesco Foscari vient d'être élu doge le 15 avril 1423. Il prône une posture plus agressive contre l'expansionnisme ottoman, ce en quoi il s'oppose à la majorité du Grand Conseil de Venise, plus prudent car craignant les répercussions commerciales d'une hostilité trop affirmée envers les Turcs. Depuis la quatrième Croisade, les Vénitiens ont acquis toute une série d'avant-postes, de forteresses et d'îles sur les anciennes terres de l'Empire byzantin déclinant, qui sont autant de points d'appui à leur réseau commercial en Orient. Thessalonique fait partie des cibles potentielles, surtout devant l'incapacité des Byzantins à la tenir. En 1419, un consul vénitien est nommé dans la ville et c'est un Grec qui occupe la fonction, d'abord George Philomati qui meurt en 1422 puis son frère Démétrios.
Le 7 juillet, l'offre d'Andronic est acceptée lors d'une session du Grand Conseil. Des messages sont envoyés aux colonies vénitiennes de la mer Égée (Nègrepont, Nauplie, Tinos et Mykonos, ainsi que le duché de Naxos, vassal de la Sérénissime). Elles doivent préparer des navires pour prendre possession de la ville, tandis que le baile (représentant) à Constantinople doit s'assurer de l'accord de l'empereur. Une semaine plus tard, Santo Venier et Niccolo Giorgio sont nommés proveditori (envoyés plénipotentiaires) pour prendre le contrôle de Thessalonique si le despote Andronic y consent toujours. Ils doivent aussi en assurer la défense par le recrutement de mercenaires. Giorgio doit ensuite se rendre auprès du sultan pour l'informer de l'acquisition de Thessalonique par Venise, en la justifiant pour empêcher toute autre puissance chrétienne de s'en emparer. Enfin, ils ont pour mission de négocier la paix entre le sultan et la République ainsi qu'entre le sultan et l'empereur Manuel. Ce dernier donne son accord à la cession de la ville et le 14 septembre 1423, six galères vénitiennes et une galère byzantine entrent dans le port de Thessalonique. Les Vénitiens y sont chaleureusement accueillis par la population, qui voient en eux de potentiels sauveurs contre les 5 000 Ottomans alors devant la cité, mais aussi l'assurance de vivres devenus rares.
Pour autant, une part significative de la population souhaite toujours un arrangement avec les Ottomans. Selon le métropolite Syméon, certains fuient la ville et certains aristocrates tentent de s'opposer aux Vénitiens. L'historien byzantin Doukas rapporte que ceux-ci doivent emprisonner quatre notables, menés par un certain Platyskalitès, pour collaboration avec les Ottomans. D'abord exilés en Crète, ils sont ensuite envoyés à Venise et à Padoue et seuls deux survivent jusqu'à leur libération en 1430. Le Codex Morosini, une source vénitienne, mentionne une conspiration, qualifiée de calomnieuse par Donald MacGillivray Nicol, qui aurait impliqué le despote Andronic dans une tentative de cession de la ville aux Turcs. Le projet aurait été découvert en novembre 1423 et Andronic ainsi que ses partisans sont exilés.

## Événements diplomatiques et militaires durant le siège

### Approches diplomatiques et militaires préliminaires
Les Vénitiens croient d'abord possible d'obtenir le consentement des Ottomans à leur occupation de Thessalonique. Toutefois, quand le provéditeur Giorgio se présente devant la cour du sultan, probablement en février 1424, c'est un échec cuisant. Il est arrêté et emprisonné par Mourad et les Ottomans refusent toute négociation, estimant que la présence des Vénitiens dans la ville est illégale car eux-mêmes l'ont conquise précédemment et en gardent un droit de conquête.
Quand les autorités vénitiennes apprennent l'arrestation de leur ambassadeur, le Grand Conseil cherche un nouvel homme à mettre à la tête de la ville. Le poste échoit à Bernardo Loredan, assisté de Jacopo Dandolo comme capitaine, pour un mandat de deux ans. Dans le même temps, Venier doit s'assurer de la libération de Giorgio et de la reconnaissance ottomane de la souveraineté vénitienne sur Thessalonique, les villages environnants et le fort de Kortiach, sur le mont Chortiatis. En échange, le sultan se voit offrir un tribut annuel de 1 000 à 2 000 ducats et la distribution d'annuités à ses principaux courtisans. Les mêmes instructions sont transmises au capitaine-général de la flotte, Pietro Loredan, envoyé dans la ville. S'il la trouve en état de siège, il doit attaquer Gallipoli, où il a remporté une importante victoire en 1416, de manière à perturber l'envoi de troupes depuis les Dardanelles. Si cela s'avère impossible, il doit essayer de semer la zizanie parmi les dirigeants frontaliers de l'Empire ottoman, pour déstabiliser celui-ci. Enfin, pour assurer les Turcs de la politique pacifique des Vénitiens, il doit les informer que ses actions ne sont que la répercussion de l'arrestation de Giorgio et du siège de Thessalonique.
Pendant les six ans à venir, les Ottomans vont maintenir le blocus de la ville depuis la terre, en essayant de la réduire par la famine, tandis que les Vénitiens s'acharnent à envoyer des ambassades auprès du sultan pour obtenir sa reconnaissance de leur souveraineté sur Thessalonique, en échange d'un tribut annuel. En plus de ces efforts diplomatiques, ils mettent la pression sur les arrières des Ottomans, en soutenant une croisade contre eux et en envoyant leur flotte attaquer Gallipoli. Les Turcs font de même par des attaques sur les possessions de la république italienne dans la mer Égée.
Bientôt, les Italiens voient en Junayd, chef des Aydinides, un allié potentiel. Cette tribu turque occupe l'ouest de l'Anatolie centrale et se défie de la domination des Ottomans. Junayd cherche alors à former une large coalition, avec les Karamanides, une autre tribu turque de la même région. Il soutient aussi Ismail, un prince ottoman, en Roumélie (la partie européenne de l'Empire ottoman), pour alimenter la guerre civile. Mourad réagit en s'alliant avec Gènes, le grand rival de Venise, pour disposer d'une force maritime qui peut mettre le blocus devant les côtes tenues par les Aydinides. Junayd est finalement soumis au printemps 1425, ce qui prive Venise d'un allié précieux. En février 1424, Mourad a aussi conclu une paix avec les Byzantins, qui cèdent les terres rendues par les Ottomans en 1403 et sont réduits au statut de vassal des Ottomans.
En dépit des efforts de Venise de susciter une croisade, la rivalité qui l'oppose au royaume de Hongrie et à son souverain, Sigismond, lui-même à l'origine de l'expédition désastreuse de Nicopolis en 1396, est un obstacle insurmontable. En effet, les deux puissances s'opposent pour la domination de la Dalmatie et autour de leurs zones d'influence dans les Balkans. Ainsi, entre 1412 et 1420, Venise s'empare de Zara, Split et d'autres cités dalmates, aux dépens des Hongrois. Une guerre se déclenche même entre Venise et Stefan Lazarević, le despote serbe, qui demande l'aide des Ottomans. Tant Manuel II que Jean VIII Paléologue tentent bien, par l'entremise du roi de Pologne Ladislas II Jagellon, de réconcilier Vénitiens et Hongrois, en vain. C'est seulement en 1425 que la Sérénissime se rend compte de l'intérêt d'une alliance avec les Hongrois, alors que Mourad s'est débarrassé de la menace des tribus turques d'Anatolie. Seulement, c'est le souverain hongrois qui s'y oppose. Le sultan en profite alors pour réaffirmer sa domination sur la Serbie et la Bosnie, avant d'arrêter la progression hongroise en 1428, lors du siège de Golubac, débouchant sur une trêve.

### Évènements diplomatiques et militaires en 1425
En octobre 1424, la situation se dégrade, en dépit des efforts de Loredan pour perturber les Ottomans à Gallipoli. Le Grand Conseil décide de l'envoi de 150 à 200 soldats en renforts, ainsi que des vivres et de l'argent. Le 13 janvier 1425, les Vénitiens équipent 25 galères, un effort substantiel, sous la direction de Fantinio Michiel. La flotte appareille en avril, avec comme mission de réassurer les Thessaloniciens de l'aide vénitienne. Michiel doit aussi contacter le sultan et conférer d'importants cadeaux aux membres de la cour ottomane, pour s'assurer de recevoir une oreille attentive de leur part. Si les Vénitiens sont prêts à certaines concessions, ils refusent que les Turcs qui seraient présents dans la ville soient jugés par leur propre kadi, comme l'avait consenti Andronic Paléologue. Au contraire, ils souhaitent réinstaurer des postes de douane à l'entrée de la cité. Enfin, Michiel reçoit l'ordre de libérer des citoyens vénitiens faits prisonniers à l'occasion d'un raid ottoman en Morée en mars, ainsi que de confirmer le traité de paix de 1419 et de réinstaller, si possible, Nicolas III Zorzi comme marquis de Bodonitza.
En juillet 1425, dix galères vénitiennes dirigées par Michiel entreprennent une expédition en Orient, le long des côtes de la Macédoine. Elles y découvrent que la garnison ottomane a laissé sans défense la ville de Ierissos, mais qu'elle compte un large stock de vivres qui est chargé sur les navires. Quand la flottille lève l'ancre, elle a incendié le fort, ainsi que cinq autres forteresses dans les environs, puis fait voile vers Christopolis. Cette fois, ce sont 400 Ottomans qui sont présents, sous le commandement d'Ismail Bey. La première tentative de débarquement, menée par Alvise Loredan, est repoussée et il faut que tous les équipages unissent leurs efforts pour submerger la défense turque. 41 des défenseurs sont tués, dont Ismail Bey et trente sont faits prisonniers. Une garnison de 80 fantassins et 50 arbalétriers sont laissés sur place et la flotte repart. Toutefois, les Ottomans contre-attaquent rapidement avec au moins 10 000 hommes et reprennent la forteresse, non sans perdre autour de 800 hommes. La moitié des Vénitiens est tuée et l'autre est capturée.
Le 21 juillet, Manuel II meurt et Jean VIII devient l'empereur officiel de Byzance. Or, Mourad est profondément hostile à Jean et il en profite pour lancer des raids autour de Thessalonique et Zeitouni (Lamia) en Grèce centrale. Au même moment, les Grecs de Thessalonique envoient une ambassade à Venise pour se plaindre de la violation de leurs droits par le duc et le capitaine vénitiens. Ils insistent aussi pour que la République fortifie Cassandréia à l'ouest de la Chalcidique, pour protéger la péninsule de Kassandra des raids ottomans. Michiel est alors envoyé prendre ce fort, qu'il restaure et renforce par la construction de deux petits forts aux alentours. Il prend aussi le château de Platamon, sur la rive opposée du Golfe Thermaïque, après avoir mis le feu à la cour extérieure pour contraindre la garnison ottomane à la reddition. Si Platamon est restauré, il est probablement abandonné rapidement car aucune autre mention n'en est faite. A la requête de Michiel, le Grand Conseil envoie deux cents hommes de Padoue pour renforcer Thessalonique et les forts de Cassandréia, tandis que quatre galères sont maintenues dans la région. Les lettres de Michiel indiquent qu'il a engagé des pourparlers avec les Turcs, offrant une importante somme d'argent à Turahan Beg, gouverneur de la Thessalie, et au grand vizir. Au même moment, selon le Codex Morosini, un homme prétendant être Mustafa Çelebi arrive à Thessalonique et prend la tête d'un important groupe de Turcs qui considèrent qu'il est le véritable fils de Bayezid. Ce Pseudo-Mustafa lance des raids contre les forces de Mourad mais, au cours d'une de ses actions, il faillit être capturé avec le capitaine vénitien et le Grand Conseil lui ordonne de cesser ses manœuvres et de garder les portes de la ville fermées.

### Événements diplomatiques et militaires, 1426-1427
En avril 1426, Michiel est près d'un accord avec le gouverneur ottoman de Gallipoli, qui permettrait à la République de conserver Thessalonique en échange d'un important tribut annuel, le droit pour les Turcs d'être jugés par leur propre kadi, ainsi qu'une liberté de circulation pour les marchands, sans aucune taxe. Toutefois, les négociations achoppent à nouveau, quand les Ottomans insistent pour le contrôle de Cassandréia et Chortiatis, vus comme des jalons décisifs pour une éventuelle conquête de la cité. Au même moment, les Ottomans lancent une importante attaque contre Thessalonique mais sont repoussés, avec l'intervention de cinq galères vénitiennes, peut-être armées de petits canons. Selon le rapport de Loredan et Dandolo, 700 arbalétriers défendent les murailles et plus de 2 000 soldats turcs sont tués.
Le 6 mai, un nouveau duc ainsi qu'un nouveau capitaine sont élus : Paolo Trévisan et Paolo Orio. En juillet, Andrea Mocenigo, capitaine-général de Venise, reçoit l'ordre de reprendre les négociations, tout en cédant aux Ottomans les possessions de Cassandréa et Chortiatis. En revanche, le traité de paix doit inclure les seigneuries latines de l'Égée, qui sont des vassaux de la Sérénissime. En août, le despote de Serbie, Stefan Lazarevic, offre ses services de médiateur. Le 28 novembre, Mocenigo parvient à obtenir l'accord de Mourad pour un traité de paix qui suit les grandes lignes de la proposition de Michiel, à l'exception d'un tribut annuel de 150 000 aspres et des annuités plus hautes pour les courtisans de Mourad. Enfin, le fort de Chortiatis est laissé aux Ottomans. Pour autant, les Vénitiens ne saisissent pas l'occasion et font traîner la signature du traité. En juillet 1427, Benedetto Emo, ambassadeur auprès du sultan avec pour consigne de faire aboutir l'accord, est remplacé un an plus tard par Jacopo Dandolo. Celui-ci reçoit comme instruction d'accroître les tributs et autres versements au bénéfice des Turcs, en échange de la conservation des forteresses autour de Thessalonique. Néanmoins, il essuie un lourd échec. Quand le sultan lui demande de lui céder les environs de Thessalonique, il lui répond qu'il n'en a pas le pouvoir et est jeté en prison où il finit ses jours.

### Événements diplomatiques et militaires, 1428-1429
Au cours de ces années de lutte autour de Thessalonique, les Ottomans ont lancé de nombreux raids contre les possessions vénitiennes en Albanie. Au début du printemps 1428, la flotte turque mène un raid d'importance contre d'autres territoires de la Sérénissime en Grèce. 40 à 65 navires attaquent l'île d'Eubée et font 700 prisonniers, avant de conduire un raid dans les environs de Modon et Coron, au sud-ouest de la Morée. Quand la nouvelle arrive à Venise le 22 avril, une flottille de quinze galères est envoyée pourchasser les Ottomans. Néanmoins, elle ne peut partir avant septembre, quand la flotte vénitienne principale est vaincue à Gallipoli par une coalition entre les Ottomans et plusieurs navires chrétiens. De ce fait, la menace navale des Turcs devient de plus en plus grande, d'autant que le duc de Naxos, Giovanni II Crispo, a fait défection. S'il est bien un citoyen vénitien, il ne peut faire abstraction du danger qui pèse sur ses territoires et il contraint le Grand Conseil à l'autoriser à signer un traité de paix avec Mourad. Or, l'accord l'oblige à aider les Ottomans dans leurs raids, y compris contre les Vénitiens. Ainsi, il ne les prévient pas et ces derniers sont attaqués en Eubée. Au début du mois de mars 1429, une flotte turque apparaît devant Thessalonique et s'empare de deux navires vénitiens.
Selon le sénateur vénitien Andrea Suriano, Venise dépense en moyenne 60 000 ducats par an dans un conflit qui n'aboutit pas. De ce fait, certains Vénitiens commencent à douter de l'intérêt de poursuivre l'aventure, étant donné son coût et la proximité de Thessalonique avec le cœur du pouvoir ottoman, qui rend illusoire l'idée de la conserver à long terme. En outre, la Sérénissime est alors engagée contre le duché de Milan pour contrôler le nord de l'Italie. Après avoir longtemps repoussé une déclaration de guerre aux Ottomans, l'emprisonnement de Dandolo laisse peu d'alternatives, de même que la menace navale croissante des Ottomans. Ces derniers, qui sont libérés de leur conflit avec le royaume de Hongrie, peuvent se concentrer sur Thessalonique. Le 29 mars 1429, le Grand Conseil vote officiellement la guerre contre le sultan et ordonne l'envoi de nouveaux navires pour protéger la cité.
Le 11 mai, le prétendant ottoman Mustafa se présente au Grand Conseil et reçoit 150 ducats en récompense de ses services. Le 4 juin, un nouveau duc et un nouveau capitaine sont élus à Thessalonique, Paolo Contarini et Andrea Donato, après que trois paires différentes ont renoncé à ces fonctions et ce malgré l'amende attachée à un tel refus. Cette réticence démontre la crainte qu'ont les nobles vénitiens de venir à Thessalonique. Le 1er juillet, Mocenigo attaque des navires ottomans à Gallipoli mais, quand il perce la palissade qui protège les navires turcs amarrés, une part importante de ses troupes ne le suivent pas et il doit se retirer avec de lourdes pertes.

## Conséquence
Pour la deuxième fois, la seconde ville la plus importante de l'empire byzantin tombe aux mains des Ottomans après avoir été récupérée par les Byzantins en 1403. Cette perte confirme le relèvement ottoman et de nouveau, l'empire byzantin ne se compose plus que des territoires avoisinant Constantinople et du despotat de Morée. De son côté, la ville de Thessalonique est repeuplée par des populations turques et les églises sont remplacées par des mosquées.

## Sources
- Mango, Cyril. The Oxford History of Byzantium. 1st ed. New York: Oxford UP, 2002
- Jean Anagnostès, Bref récit de la dernière prise de Thessalonique, in Thessalonique, Chroniques d'une ville prise, P. Odorico
- (en) Apostolos Vacalopoulos, A History of Thessaloniki, Institute for Balkan Studies, Thessalonique, 1972.
- Donald M. Nicol (trad. Hugues Defrance), Les Derniers Siècles de Byzance, 1261-1453, Tallandier, coll. « Texto », 2008